# Koho jezik
Koho jezik (caho, coho, kohor; ISO 639-3: kpm), bahnarski jezik podskupine sre, šire skupine sre-mnong, kojim govori 129 000 ljudi (1999 census) u Vijetnamu u provincijama Lâm Đồng, Bình Thuận, Ninh Thuận i Khánh Hòa. Ima i iseljenih u SAD.
Postoji cijeli niz dijalekata: chil (kil), tring (trinh), sre, kalop, sop, laya, rion, nop (xre nop, tu-lop), tala (to la), kodu (co-don), pru, lac (lat, lach). Pismo latinica.

## Vanjske poveznice
- Ethnologue (14th)
- Ethnologue (15th)